# Andreas Theurer (Bildhauer)

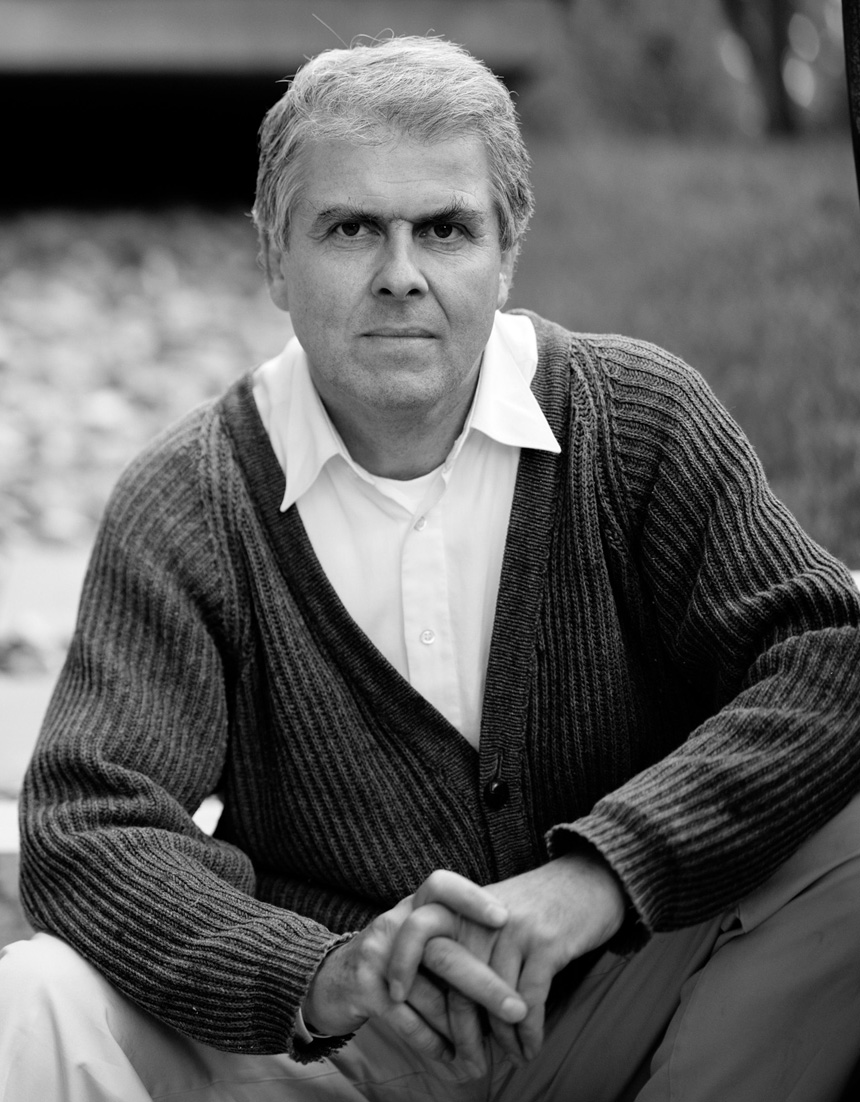
Andreas Theurer im Sommer 2007 in Kleinmachnow, Klemens Ortmeyer

Andreas Theurer (* 8. März 1956 in Göppingen) ist ein deutscher Bildhauer und Hochschulprofessor.

## Leben
Theurer studierte von 1977 bis 1983 Bildhauerei an der Staatlichen Akademie der Bildenden Künste Stuttgart. Nach dem Grundstudium bei Karl-Henning Seemann setzte er das Hauptstudium bei Alfred Hrdlicka fort.
Von 1983 bis 1988 war er künstlerisch-wissenschaftlicher Mitarbeiter am Institut für Elementares Formen der Technischen Universität Braunschweig bei Jürgen Weber.
Nach freiberuflicher Tätigkeit in Berlin lehrte er von 1990 bis 1993 bei Hartmut Bonk am Fachbereich Architektur der Universität der Künste Berlin.
1992 Mitbegründung der Ateliergemeinschaft Töpchin gemeinsam mit Azade Köker, Susanne Specht, Yoshimi Hashimoto und anderen bildenden Künstlern.
Seit 1993 ist er als Professor für Grundlagen der Gestaltung an der Hochschule Anhalt in Dessau tätig.

## Werk

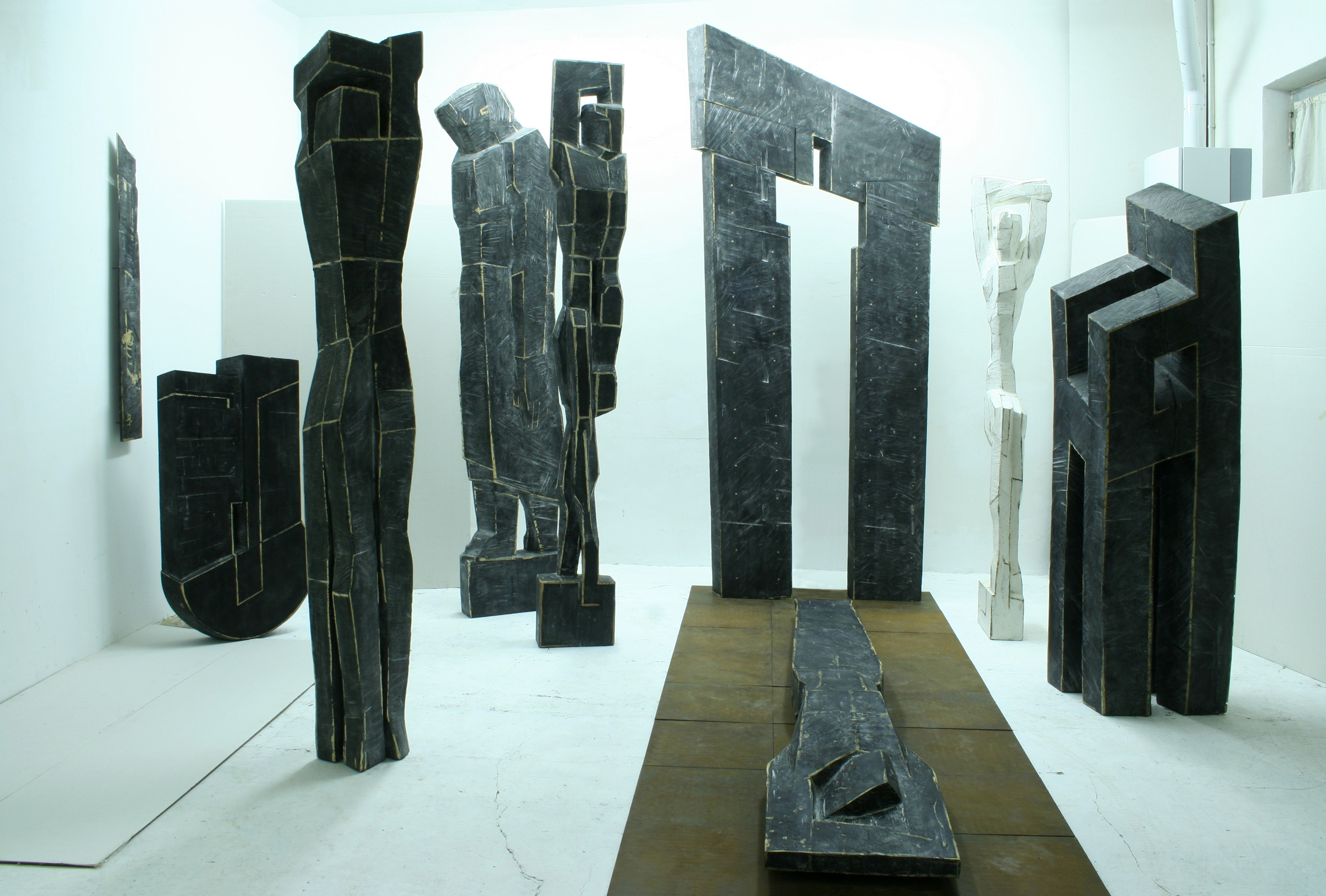
Holzskulpturen im Atelier in Töpchin (Mittenwalde), Oktober 2008

Die in Stein geschlagene Figur steht im Mittelpunkt von Theurers Frühwerk. Seine Lehrtätigkeit in Dessau führte ihn zur Abstraktion und Reduktion der Form. Gleichzeitig erweiterte sich seine Materialpalette um die Stoffe Holz, Metall, Beton und Licht.
Cetin Güzelhan fasste die Intentionen des Künstlers einmal so zusammen: „Die Dialektik in Theurers Arbeit ist offensichtlich. Bei aller formalen Strenge, Festigkeit und Statuarik führen uns seine Skulpturen die Schieflage der Welt vor Augen. Denn wenn die Sicht der Dinge den eigenen Horizont überwindet und verschiedene Perspektiven gleichzeitig gelten, dann schwankt die Welt, dann stürzen die Linien, dann spüren wir die Labilität unseres Daseins – und sehen die Welt mit Theurers Augen.“
Öffentliche Beachtung erhielt sein 1998 errichtetes Denkmal für den Freiheitskämpfer Johann Georg August Wirth in Hof (Saale). Es stellt ein aus weißen und schwarzen Pflastersteinen gefügtes und begehbares Zeitungsblatt in Wellenform dar, das an das Titelblatt der Zeitschrift „Deutsche Tribüne“ erinnert, mit der Johann Georg August Wirth für Einheit, Recht und Freiheit stritt. 2012 wurde das ursprüngliche 14 mal 11 Meter große begehbare Denkmal durch eine 2. Fassung in der Größe 8 mal 6 Meter an dem neuen Standort nahe der Hofer Freiheitshalle ersetzt.

## Werke (Auswahl)

### Werke im öffentlichen Raum

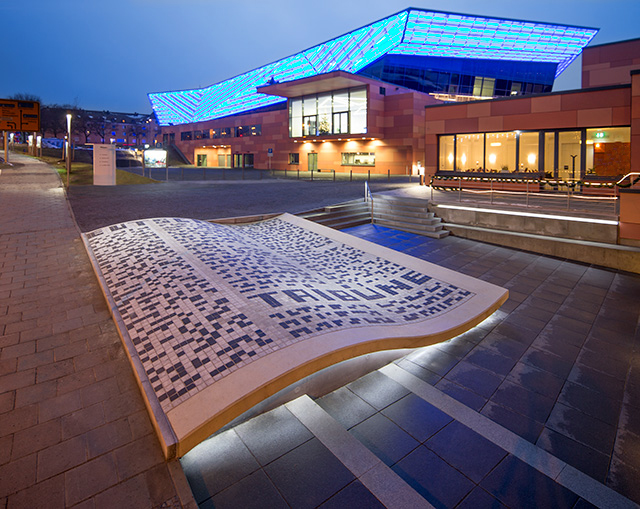
Skulptur Tribüne II zu Ehren Johann Georg August Wirths mit einer stilisierten Seite der Deutschen Tribüne vor der Freiheitshalle in Hof an der Saale

- 1986: Triptychon, Wandrelief, Bronze / Berufsschule Münchberg
- 1986: Doppelkopf, 4-teilige Figurengruppe, Bronze, Rathausplatz Plochingen
- 1998: Zwischenspiel, Brunnen, Bronze und Granit, Hochschule Harz, Wernigerode
- 1998: Tribüne I, Denkmal für Johann Georg August Wirth, Pflastersteine, Licht, Hof, (Ersetzt durch „Tribüne II“ im Jahr 2012)
- 2007: Offenes Haus, Platzgestaltung, Einemstraße 4, Berlin
- 2012: Tribüne II, Denkmal für Johann Georg August Wirth, Pflastersteine, Licht, Hof

### Werke in Sammlungen
- Zeit-Raum, Elbsandstein, 1993; Bayerische Staatsgemäldesammlung, Neue Pinakothek, München
- Kleiner Zeit-Raum, Bronze, 1993; Sammlung Piepenbrock, Berlin/Osnabrück
- Doppelkopf; Kunststein, 1986; Haus am Checkpoint Charly, Berlin
- Wettbewerbsmodell des Wirth-Denkmals, Gips, 1997; Schloss Rastatt, Erinnerungsstätte für die Freiheitsbewegungen in der deutschen Geschichte (Bundesarchiv)
- Shirin Gol, Holz, 2002 und Flowers for Afghanistan, Metall, 2003; Faculty of Fine Arts, Universität Kabul, Afghanistan
- Labile, Marmor, 2006; Dokuma Modern Art Museum, Antalya, Türkei